# Dinamoraza gradaria
Dinamoraza gradaria är en skalbaggsart som beskrevs av Waterhouse 1876. Dinamoraza gradaria ingår i släktet Dinamoraza och familjen Melolonthidae. Inga underarter finns listade i Catalogue of Life.